# Château de Landsberg (Niedernai)
Le château de Landsberg est un monument historique situé à Niedernai, dans le département français du Bas-Rhin.

## Localisation
Ce bâtiment est situé au 38, rue du Château à Niedernai.

## Historique
L'illustre famille des Landsberg s'installa à Niedernai avant l'an mille. À partir de 1434, délaissant le Haut-Landsberg, la famille fortifia la petite cité de Niedernai en construisant deux châteaux-forts. Celui du nord, dont le donjon se trouve actuellement dans le cimetière du village. L'autre au sud, qui depuis ses origines, a toujours appartenu et a été habité par la famille de Landsberg et de leurs descendants directs et ce, jusqu'en 2007 où il fut vendu. Pendant la guerre de Trente Ans, Samson de Landsberg résidait dans le château sud, son frère Hugon, dans le château nord. En 1632, les Suédois du général Horn prirent et incendièrent le château sud. Par lettres patentes de décembre 1680, Louis XIV transféra le Conseil de la Noblesse de Haute et de Basse-Alsace au château de Niedernai. Pendant presque deux ans, les Landsberg accueillirent au château tout ce que l'Alsace comptait comme éminentes personnalités. Le 7 juillet 1682, le Conseil revint à Strasbourg. Parmi les représentants du Conseil de la Noblesse, se trouvait le baron Maximin de Reinach-Werth (issu de la famille de Reinach-Hirtzbach), dont l'un des descendants, François Guillaume de Reinach-Werth épousa en 1806 Christine-Charlotte de Landsberg, dernière du nom.
L'édifice fait l'objet d'une inscription au titre des monuments historiques depuis 2008.